# Погорєлов Пилип Павлович
Пили́п Па́влович Погорє́лов (1903, рудник Нова Величка Бахмутського повіту Катеринославської губернії, тепер у складі міста Соледару Донецької області — ?) — український радянський діяч, 1-й секретар Харківського міськкому КП(б)У Харківської області. Депутат Верховної Ради УРСР 3-го скликання. Член Центральної Ревізійної Комісії КП(б)У в 1949—1952 роках.

## Життєпис
Народився у родині шахтаря соляного рудника Нова Величка. Трудову діяльність розпочав на шахті у дванадцятирічному віці. Протягом 15 років працював на шахтах Донбасу.
Член ВКП(б) з 1925 року.
Освіта вища. Закінчив Харківський електротехнічний інститут. Після закінчення інституту працював на керівній інженерно-технічній роботі.
У 1937—1939 роках — заступник завідувача промислового відділу Харківського обласного комітету КП(б)У. З 1939 року — директор Харківської електростанції (ДЕС)—3.
У 1941 році — секретар Харківського міського комітету КП(б)У. Потім працював партійним організатором Шатурської електростанції (ДЕС)—5 імені Леніна Московської області.
У 1943 — грудні 1944 року — заступник секретаря Харківського міського комітету КП(б)У з транспорту.
У грудні 1944 (затверджений в червні 1945) — січні 1950 року — 2-й секретар Харківського міського комітету КП(б)У Харківської області.
У січні 1950 — вересні 1952 року — 1-й секретар Харківського міського комітету КП(б)У Харківської області.
У вересні 1952 — березні 1953 року — заступник голови виконавчого комітету Харківської обласної ради депутатів трудящих. Знятий з посади «як такий, що скомпрометував себе».

## Нагороди
- орден Леніна (23.01.1948)
- орден Червоної Зірки (28.08.1944)
- медалі